# Orde der Mopsen

## Mopsenorde

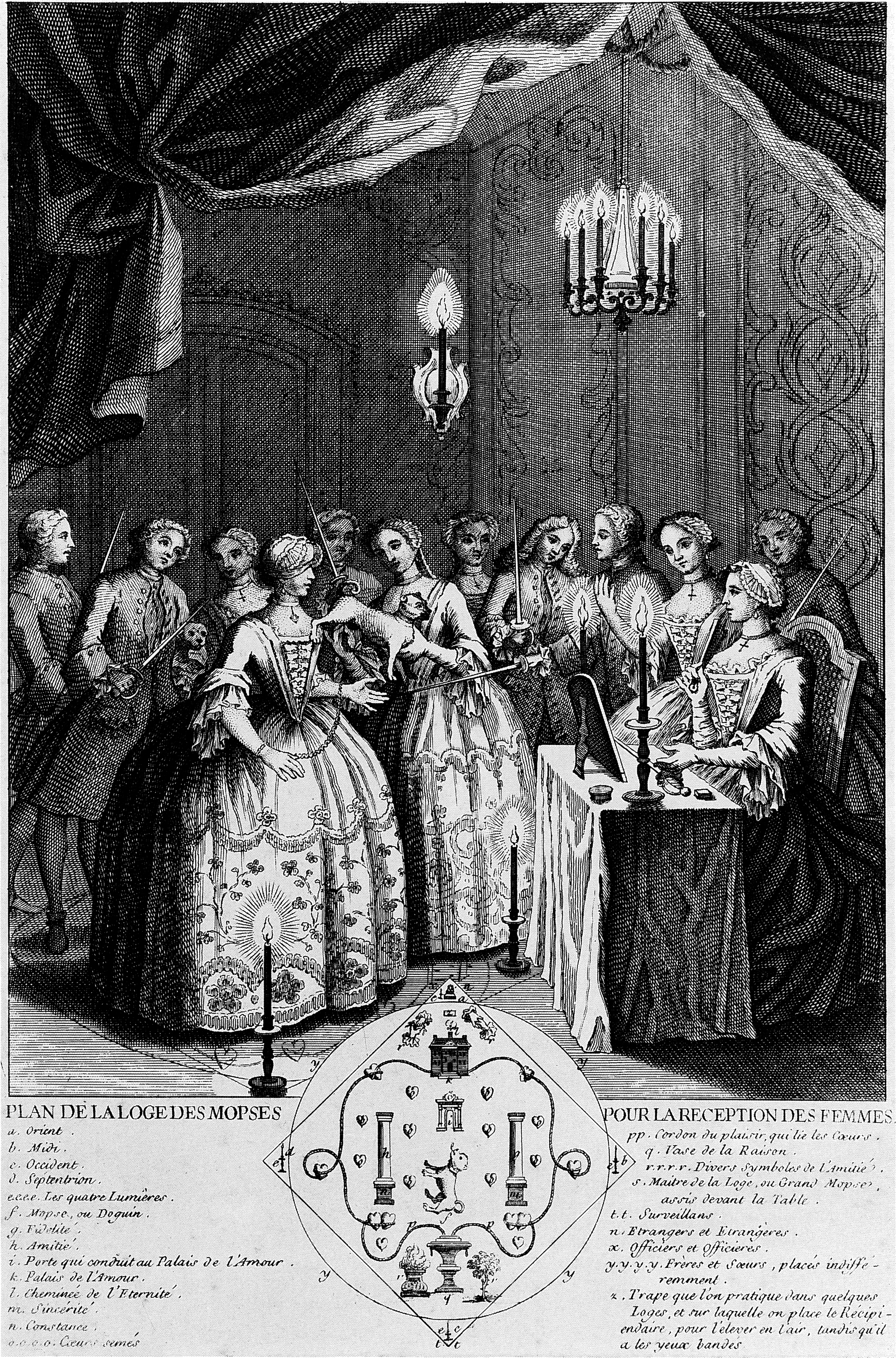
Een gravure van een initiatie in de Mopsenorde, ca. 1745

De Mopsenorde (Duits: Mops-Orden, Frans: Ordre du Mops, Engels: Order of the Pug) was een geheim genootschap dat rond 1740 ontstond in Frankrijk en zich van daaruit verspreidde naar Duitsland en Nederland. De orde werd opgericht door katholieke vrijmetselaren nadat paus Clemens XII met de bul In eminenti apostolatus (1738) het lidmaatschap van de vrijmetselarij voor katholieken had verboden. De orde stond -  in tegenstelling tot de meeste loges uit die tijd - ook vrouwen toe als volwaardige leden.

## Achtergrond
De Mopsenorde werd gesticht als alternatief voor katholieke burgers en edelen die niet langer welkom waren in  vrijmetselaarsloges. De orde spiegelde zich aan de rituelen en ethiek van de vrijmetselarij, maar voegde daar een eigen symboliek aan toe. De mopshond (*mops* in het Duits) diende als embleem, gekozen vanwege zijn reputatie als trouw, waakzaam en aanhankelijk — eigenschappen die men wilde cultiveren binnen de orde.

## Initiatieritueel
De inwijdingsceremonie van de Mopsenorde was rijk aan symboliek en ritueel theater. Kandidaat-leden moesten:
- een hondenhalsband dragen;
- aan de deur krabben om toegang te vragen;
- geblinddoekt negen keer rond een tapijt met symbolen lopen;
- geblaf van de andere leden doorstaan als test van hun kalmte;
- een porseleinen mopshond onder de staart kussen als teken van trouw aan de orde;
- een eed afleggen met de hand op een degen (mannen) of een spiegel (vrouwen);
- "het licht zien" wanneer de blinddoek werd verwijderd.

Na afloop stonden de leden in een cirkel rond de kandidaat met in de ene hand een mopshond en in de andere hand een spiegel of een degen. In de latere rococoperiode werden ook geheime handgebaren en wachtwoorden geïntroduceerd.

## Structuur en kenmerken
De orde was gestructureerd naar het model van loges, met graden en een grootmeester. Zowel mannen als vrouwen - mits katholiek - konden toetreden, wat haar onderscheidde van de vrijmetselarij. Leden droegen een zilveren medaille met het beeld van een mopshond als teken van verbondenheid.

## Verspreiding
De Mopsenorde kende loges in verschillende steden van het Heilige Roomse Rijk, waaronder Wenen, München, Bamberg, Kassel en Lyon. In sommige gevallen onderhield zij contacten met andere genootschappen zoals de Illuminati, Rozenkruisers, Odd Fellows en de Order of the Free Gardeners.

## Betekenis binnen de Verlichting
De orde maakte deel uit van de bredere culturele en filosofische stroming van de Verlichting, waarin burgerlijke genootschappen streefden naar morele zelfverheffing, kameraadschap, en intellectuele ontwikkeling. De combinatie van ritueel, symboliek en maatschappelijke inclusie — met name de toelating van vrouwen en katholieken — maakte de Mopsenorde bijzonder in haar tijd.